# دلهی (کالیفرنیا)
دلهی (به انگلیسی: Delhi) یک منطقهٔ مسکونی در ایالات متحده آمریکا است که در شهرستان مرسد، کالیفرنیا واقع شده‌است. دلهی ۹٫۰۹۲ کیلومتر مربع مساحت و ۱۰٬۷۵۵ نفر جمعیت دارد و ۳۶ متر بالاتر از سطح دریا واقع شده‌است.